# Thales Monteiro
Thales Monteiro (20 de fevereiro de 1925 – 2 de abril de 1993) foi um jogador de basquete brasileiro que competiu nos Jogos Olímpicos de Verão de 1952.